# Шагімуратова Альбіна Анварівна
Шагімуратова Альбіна Анварівна (17 жовтня 1979, Ташкент, СРСР) — російська оперна співачка (сопрано). Заслужена артистка Росії (2017).

## Біографія
Альбіна Анварівна Шагімуратова народилася 17 жовтня 1979 року у Ташкенті (Узбецька РСР). У 2004 році закінчила Казанську консерваторію, а у 2007 — аспірантуру Московської державної консерваторії імені П. І. Чайковського.

## Звання та нагороди
- Лауреат І-ї премії Міжнародного конкурсу вокалістів імені М. І. Глінки (2005)
- Лауреат ІІІ-ї премії імені Ф. Віньяса (2005)
- Лауреат І-ї премії Міжнародного конкурсу імені Петра Чайковського (2007)
- Народна артистка Татарстану (2009)
- Лауреат Державної премії Республіки Татарстан імені Габдулли Тукай (2011)
- Лауреат премії «Золота маска» (2012)
- Заслужена артистка Росії (2017)